# Boží muka (Boháňka)
Boží muka se nalézají na křižovatce silnic III. třídy na jižním okraji obce Boháňka v okrese Jičín v Královéhradeckém kraji, asi 100 m západně od budovy obecního úřadu Boháňka. U božích muk rostou dva památné Javory v Boháňce. Boží muka byla v roce 2010 restaurována. Gotická boží muka jsou chráněna jako kulturní památka ČR. Národní památkový ústav tuto sochu uvádí v katalogu památek pod rejstříkovým číslem ÚSKP 11392/6-5950.

## Popis
Pískovcová boží muka jsou umístěna na osmibokém pískovcovém pilíři stojícím na čtyřbokém soklu. Nahoře je umístěna kaplice ve tvaru kvádru ozdobená vpředu i vzadu reliéfem ukřižovaného Krista s vlajícím šatem kolem boků. Na kaplici je umístěn tlapatý kamenný křížek, na jehož příčném břevnu směrem ke hřbitovu je vytesáno V 83 O. Boží muka jsou silně zvětralá.

## Galerie

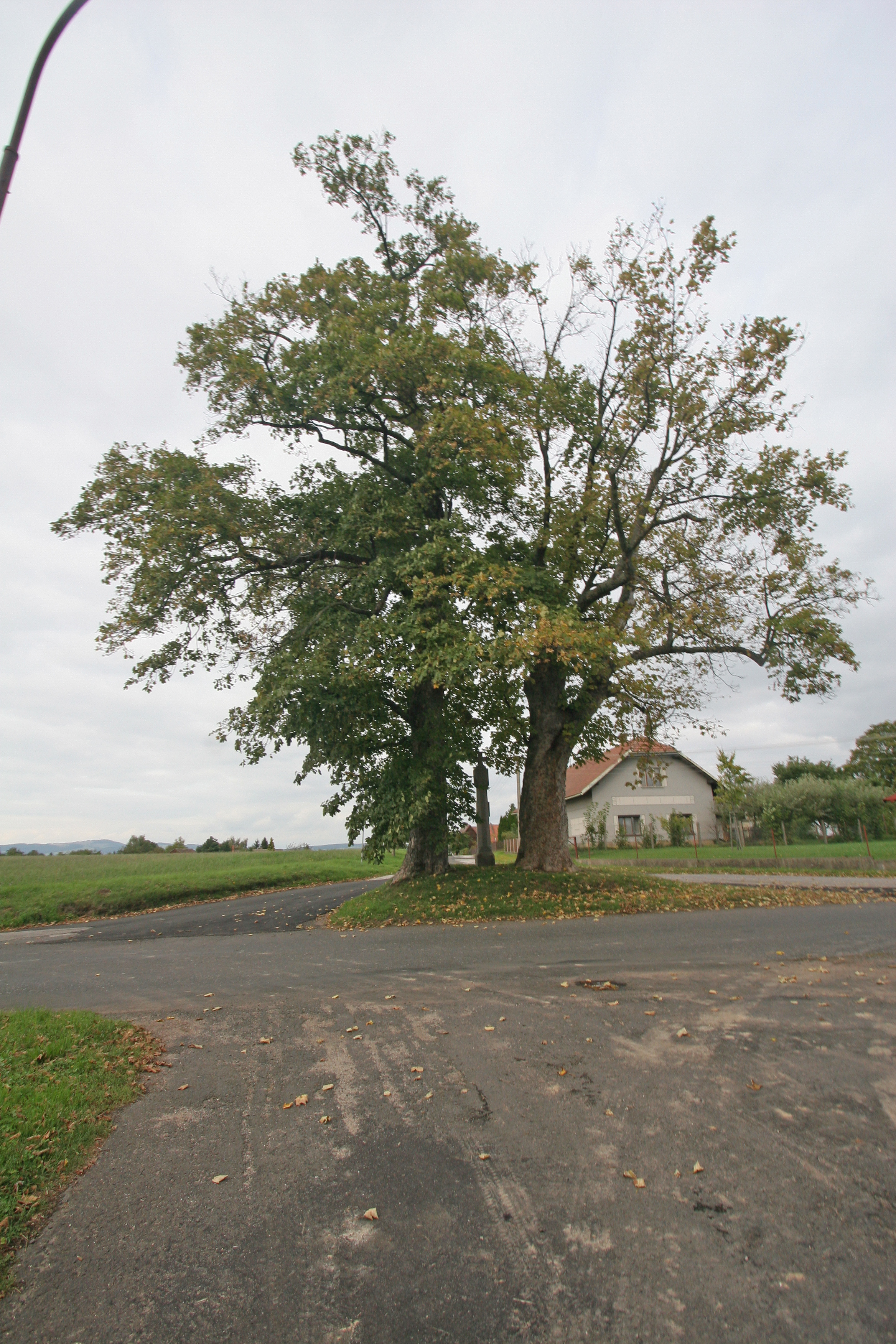
Boží muka u Boháňky
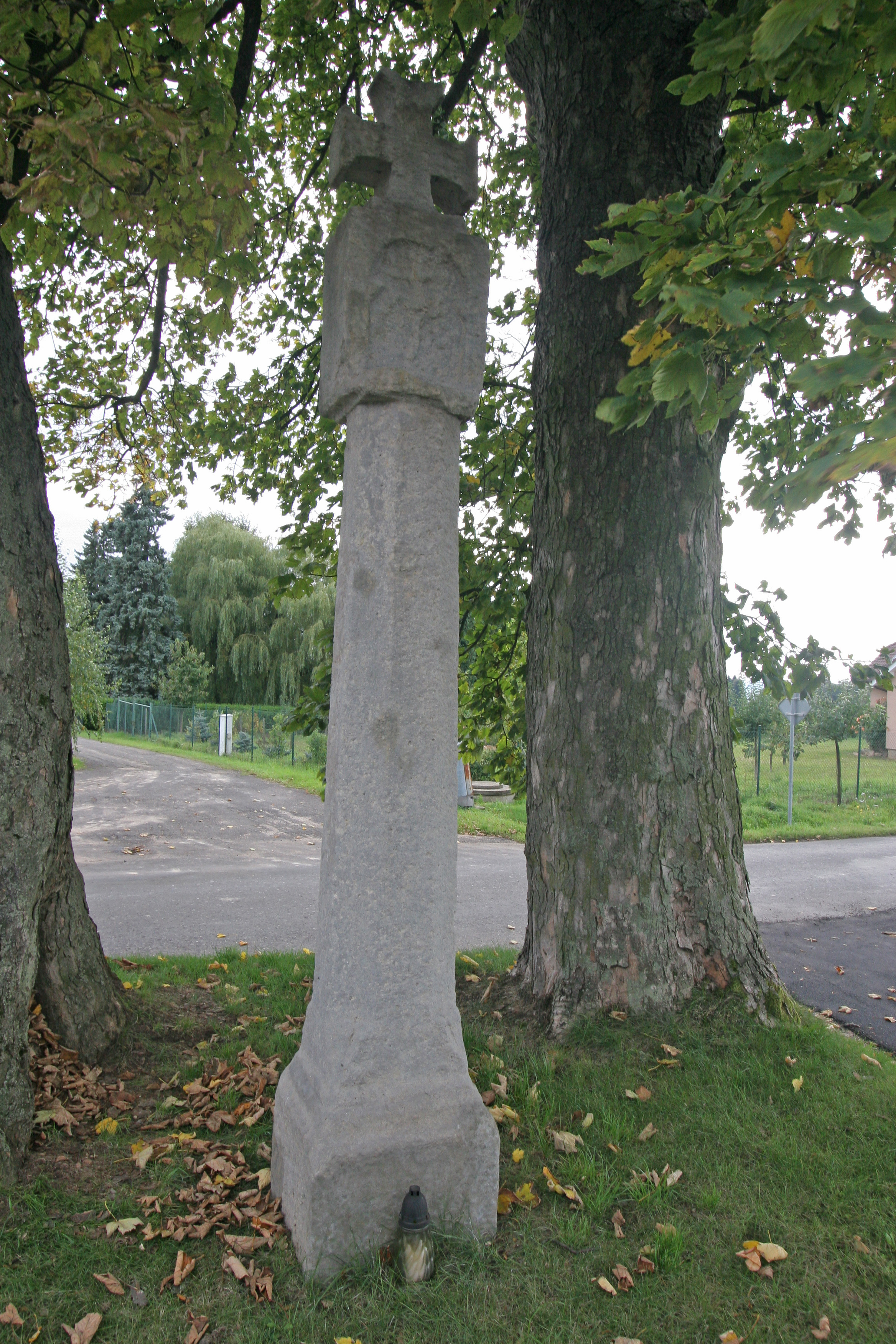
Boží muka u Boháňky